# Erlöserkirche (Fürstenfeldbruck)

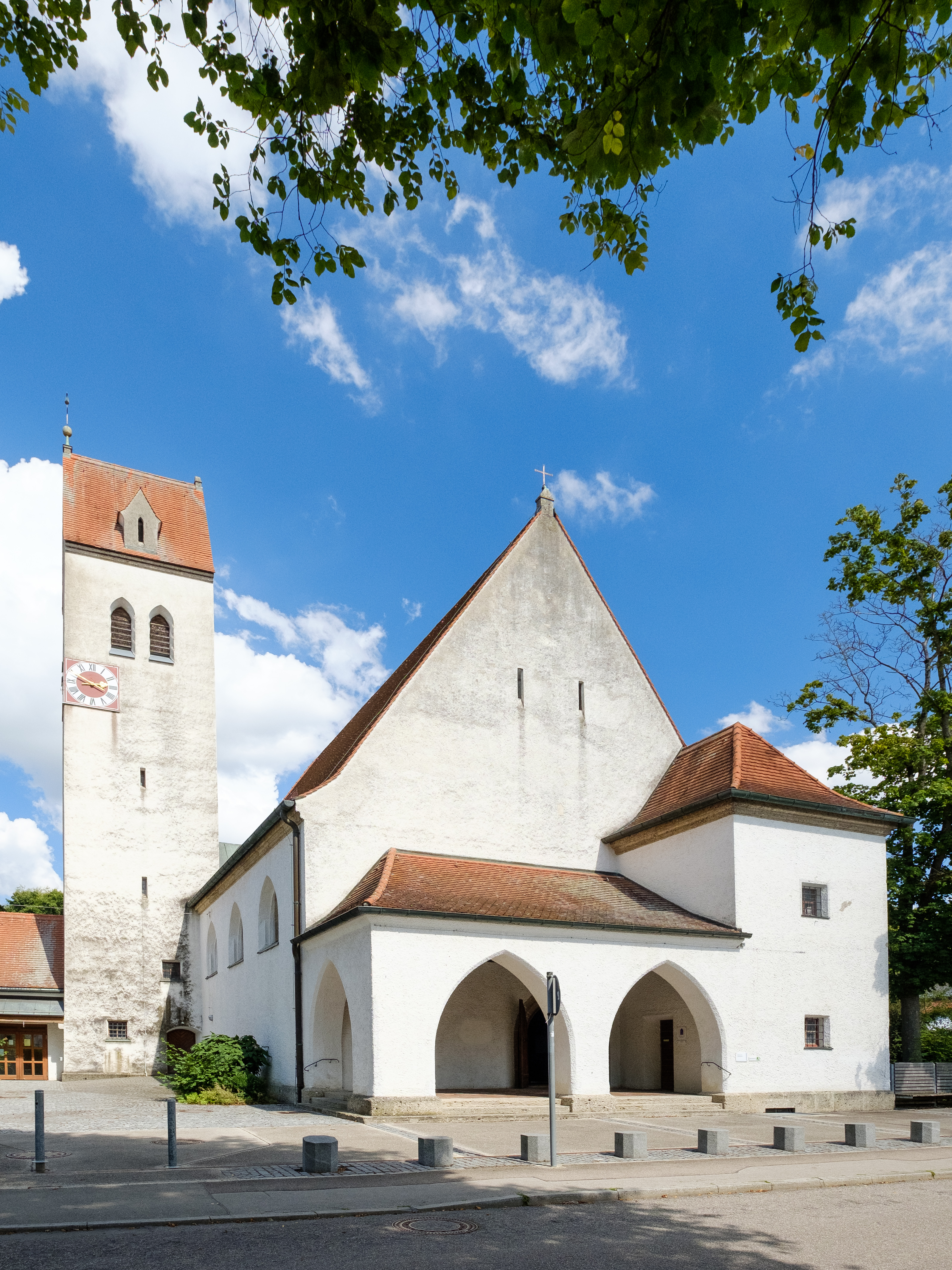
Erlöserkirche in Fürstenfeldbruck

Die Evangelisch-Lutherische Erlöserkirche (ⓘ) ist ein denkmalgeschütztes Kirchengebäude in Fürstenfeldbruck, einer Kreisstadt im Landkreis Fürstenfeldbruck (Bayern).

## Geschichte und Architektur

### Gemeindegeschichte
Erste Ansätze evangelischen Gemeindelebens entwickelten sich von 1800 bis 1801 mit den kurfürstlichen Erlassen. Der Graf Rumford holte zum Ende des 18. Jahrhunderts Protestanten aus Baden und der Rheinpfalz als Kolonisten in die Gegend. Aus diesen Siedlern entwickelte sich eine Diasporagemeinde, die im Volksmund der ansonsten katholischen Bevölkerung lutherisches Viertel genannt wurde. Eine pastorale Betreuung existierte nicht, zu den Feiertagen fuhr man nach München zum Gottesdienst. Ein Protestant mit dem Namen Leitenberger erwarb um 1803 das säkularisierte Kloster Fürstenfeld, um dort eine Kattunfabrik einzurichten. Durch die Einrichtung einer Militärinvalidenanstalt im Kloster im Jahr 1818 fand das evangelische Leben einen Aufschwung, da sich auch etliche evangelische Christen unter den Invaliden befanden.
Nach einiger Zeit stellte die Militärverwaltung einen Gottesdienstraum und einen Altar, eine einfache Kiste, zur Verfügung. Spendengelder ermöglichten 1847 den Kauf einer Kanzel, einer Orgel und schließlich auch eines richtigen Altares. Das gesamte Gebiet Oberbayern wurde von einem einzigen Vikar betreut, die Reisekosten wurden durch Spendenaufkommen beglichen. Mit zwölf Gottesdiensten im Jahr lag Fürstenfeldbruck 1849 an der Spitze der Diasporagemeinden in Oberbayern. Durch den Zuzug protestantischer Beamter in den Ort erhöhte sich die Anzahl der Gottesdienste auf sechzehn, die Gemeinde umfasste etwa 150 Gläubige. Die Verlegung der Militärinvalidenanstalt nach Benediktbeuern reduzierte die Gemeinde um 80 Mitglieder, die Einrichtung des Gottesdienstraumes musste auf Anweisung des Kommandanten Oberst Heckenstaller mitgenommen werden. Ein Ministerialerlass vom 17. Juni 1868 enthielt die Anweisung, dass aus überwiegenden Gründen im Betsaal kein Gottesdienst mehr abgehalten werden durfte. Nach einem Bittgesuch wurde die Nutzungsgenehmigung bis zum 15. Januar 1869 erweitert. Nach weiteren Bittgesuchen erhielt die protestantische Gemeinde am 28. Februar 1869 eine unbefristete Genehmigung zur Nutzung des Betraumes. Die Militärverwaltung behielt sich allerdings 'unter dem Vorbehalt, dass aus ihr weder eine Rechtsverbindlichkeit noch eine Verpflichtung erwachse und der Saal bei Bedarf sofort zu räumen sei. Dieser Betsaal diente bis zur Errichtung der Kirche im Jahre 1927 als Gottesdienstraum.
Durch den Bau der Eisenbahnlinie München-Kaufering bedingt zogen protestantische Arbeiter und Angestellte nach Fürstenfeldbruck. So setzte in den Jahren 1871/72 erneut ein rasches Wachstum der evangelischen Gemeinde ein, das aufgrund der nun verbesserten Verkehrswege nach München und des dadurch einsetzenden Zuzuges von Fremden nach Bruck kontinuierlich anhielt. Nachdem vorübergehend nur sechs Gottesdienste im Jahr gehalten wurden, stieg die Zahl der Gottesdienste nun wieder auf zwölf an. Der bereits erwähnte königliche Notar Friedrich war 30 Jahre lang, von 1862 bis 1892, Motor aller evangelischen Bemühungen in Bruck. 1894 zog die Königlich Bayerische Unteroffiziersschule in das ehemalige Kloster ein, die Gemeinde erreichte eine Stärke von 180 Personen. Ein exoponiertes Vikariat konnte gegründet werden, der Predigamtskandidat Ernst Krausser aus Nürnberg nahm am 8. April 1894 seinen Dienst auf. Seit dem Zeitpunkt konnten an allen Sonn- und Feiertagen Gottesdienste gehalten werden, und ein regelmäßiger Konfirmanden- und Religionsunterricht wurde eingerichtet.

### Geschichte der Kirche
Nach der Gründung des Kirchenbauvereins im Jahr 1903 wurde der Bau einer eigenen Kirche vorangetrieben. Die Gemeinde erwarb im Mai 1912 das Pfarrhaus und den Platz für den Kirchenbau. Das Vermögen des Kirchenbauvereins in Höhe von 40.000 Mark fiel der Inflation zum Opfer. Die Baupläne erstellte 1925 der Präsident der Akademie der bildenden Künste in München, German Bestelmeyer. Dieser übernahm auch die Bauleitung, der erste Spatenstich erfolgte am 11. Mai 1925. Eine umfangreiche Renovierung des Innenraumes wurde 1980 vorgenommen.

## Orgel

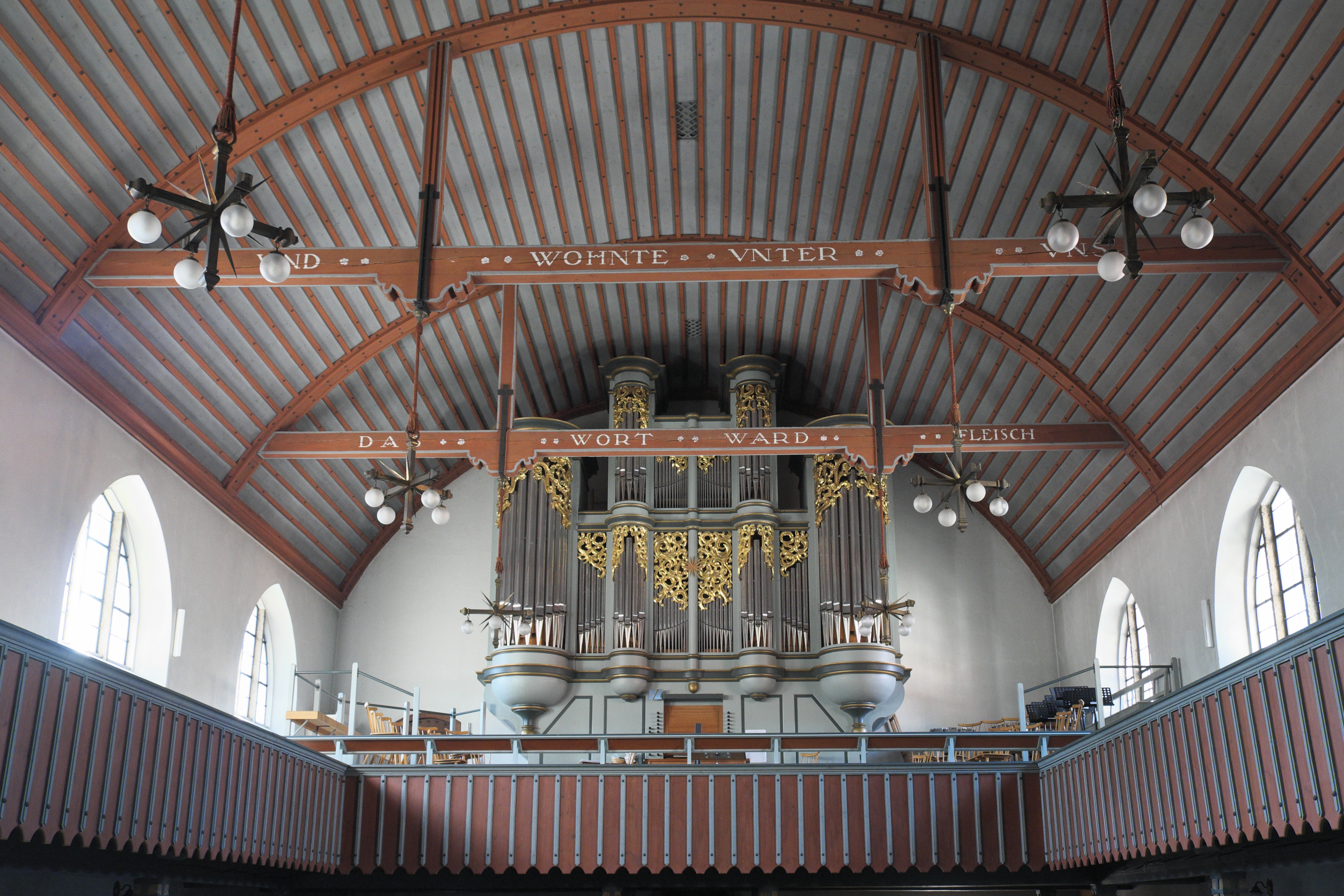
Innenansicht mit Orgel

1990 baute die Firma Sandtner eine neue Orgel. Sie hat 26 Registern auf zwei Manualen und Pedal, Schleifladen, und mechanische Spiel- und Registertraktur. Die Disposition lautet:
| I Hauptwerk C–g3 |        |
| Bourdon          | 16′    |
| Principal        | 8′     |
| Copel            | 8′     |
| Octave           | 4′     |
| Spitzflöte       | 4′     |
| Nazard           | 2 ⁄3′  |
| Doublette        | 2′     |
| Tierce           | 1 3⁄5′ |
| Mixtur IV        | 2′     |
| Trompete         | 8′     |
| Tremulant        |        |
| Zimbelstern      |        |

| II Recit expressiv C–g3 |       |            |
| Bourdon                 | 8′    |            |
| Salicet                 | 8′    |            |
| Voix céleste            | 8′    |            |
| Prestant                | 4′    |            |
| Flûte oct.              | 4′    |            |
| Octavin                 | 2′    |            |
| Cornet de Rec. III      | 2 ⁄3′ | [ Anm. 1 ] |
| Larigot                 | 1 ⁄3′ |            |
| Plein-Jeu III           | 2 ⁄3′ |            |
| Fagott-Hautbois         | 8′    |            |
| Tremulant               |       |            |

| Pedal C–f1 |     |
| Subbaß     | 16′ |
| Octavbaß   | 8′  |
| Gedecktbaß | 8′  |
| Choralbaß  | 4′  |
| Fagott     | 16′ |
| Trompete   | 8′  |

- Koppeln: II/I, I/P, II/P
- Spielhilfen: Pleno
- Bemerkungen: Prospekt in Anlehnung an Prospekt von 1927, Werckmeister III-Stimmung

Anmerkungen
1. ↑  ab g°